# الی کلارک
الی کلارک (انگلیسی: Ollie Clarke؛ زادهٔ ۲۹ ژوئن ۱۹۹۲) بازیکن فوتبال اهل بریتانیا است.
از باشگاه‌هایی که در آن بازی کرده‌است می‌توان به باشگاه فوتبال بریستول راورز، باشگاه فوتبال کلیودون پارک و باشگاه فوتبال گلاستر سیتی اشاره کرد.